# Harley J. Stucky
Harley J. Stucky (* 26. Juli 1920 im McPherson County; † 11. November 2005 in North Newton) war ein US-amerikanischer Historiker.

## Leben
Er absolvierte 1937 die Moundridge High School und 1941 das Bethel College, bevor er das Garrett Evangelical Seminary besuchte und 1944 einen Bachelor of Divinity erhielt, 1947 einen MA (Cultural interaction among the Mennonites since 1870) an der Northwestern University und 1949 an der Northwestern University den PhD (International control of atomic energy) in Politikwissenschaft. Er lehrte von 1949 bis 1959 Geschichte und Politikwissenschaft am Bethel College. Von 1964 bis 1974 war er Vizepräsident für akademische Angelegenheiten an der Friends University in Wichita, Kansas. Zwischen seiner Arbeit bei Bethel und Friends lehrte er am Bethany College, am Tabor College und an der Central State University in Edmund, Oklahoma.

## Schriften (Auswahl)
- August 6, 1945 – The impact of atomic energy. New York 1964, OCLC 894347700.
- A century of Russian Mennonite history in America. A study of cultural interaction. North Newton 1973, OCLC 866286022.
- The Swiss (Volhynian) Mennonite ship list, 1874, of the immigrants who came from Russia. Houston 1983, OCLC 423890335.
- The Swiss Mennonite memorial monument. Is it inspirational art, symbolic expression or history?. North Newton 1999, OCLC 43672211.